# Logas'ëgan
Il Logas'ëgan (in russo Логасьёган?) è un fiume della Russia siberiana occidentale, affluente di destra del Kunovat (bacino idrografico dell'Ob'). Scorre nel Šuryškarskij rajon del Circondario autonomo Jamalo-Nenec.
Il fiume ha origine dalla confluenza dei due rami sorgentiferi Aj-Logas'ëgan (destro, lungo 81 km) e Un-Logas'ëgan (sinistro, 90 km) che scendono in direzione sud-occidentale nella regione settentrionale del bassopiano della Siberia occidentale. Il Logas'ëgan scorre dapprima in direzione nord-occidentale, poi dopo un ampio giro scende a sud-ovest e sfocia nel Kunovat a 46 km dalla foce. La lunghezza del fiume è di 222 km, il bacino imbrifero è di 4 090 km². Il maggior affluente è Muëgan (lungo 84 km) proveniente dalla sinistra idrografica. Non ci sono insediamenti lungo il suo corso.